# Siegfried
Siegfried — музыкальный коллектив из Австрии, исполняющий свою музыку в направлении эпического викинг-метала.

## История
Музыкальный коллектив имени героя саги о Нибелунгах Siegfried был сформирован в 1998 году вокалистом Bruder Cle. Вскоре к нему присоединяется Daniel Bachmaier (Sarcasm Syndrome), который впоследствии взял на себя написание музыки и аранжировок. В 1999 году к ним присоединяется ещё один участник, известный по участию в Dreams of Sanity, вокалистка Sandra Schleret.
В 2000 году Siegfried уже записали демо Fafnir, которое было издано на свои деньги. Это же демо было издано лимитированным тиражом 100 копий (60 из которых были подписаны и пронумерованы) в виде 10" грампластинки, а немногим позже демо согласился издать на кассетах лейбл Irrlichter Records тоже ограниченным тиражом, но уже в 200 копий. 
В ноябре 2000 года группа подписала контракт с лейблом Napalm Records.
Лето 2001 года ознаменовалось записью дебютного альбома Drachenherz, запись происходила на студии Mirror Productions Studio. Продюсером выступил Roland Wurzer (Darkwell, Angry Angels). Партии ударных исполнил Moritz Neuner известный своим участием в Abigor, а чистым вокалом спел Werner Bialek.

## Музыка и лирика
Лирика коллектива, по большей части, посвящена мифам о нибелунгах, но имеются и сугубо исторические моменты. 
В музыке прослеживается наличие многих музыкальных стилей: это и дум-метал, и фолковые мотивы, готические элементы. Об отношении участников коллектива к расизму и нацизму ходило много слухов, так как символизм саги о Нибелунгах широко использовался идеологами фашистской Германии, но по их словам, они не имеют к этому никакого отношения.

## Дискография
- 2000 — Fafnir (демо)
- 2001 — Drachenherz
- 2003 — Eisenwinter
- 2009 — Nibelung